# Шталь, Фридрих Юлиус
Фридрих Юлиус Шталь (нем. Friedrich Julius Stahl; 1802—1861) — германский юрист, философ

, педагог и политик; член Прусской Палаты господ.

## Биография
Фридрих Юлиус Шталь родился 16 января 1802 года в городе Вюрцбурге в еврейской семье; ещё в молодости перешёл из иудаизма в лютеранство. Изучал юриспруденцию в университетах Вюрцбурга, Гейдельберга и Эрлангена после чего получил степень доктора права.

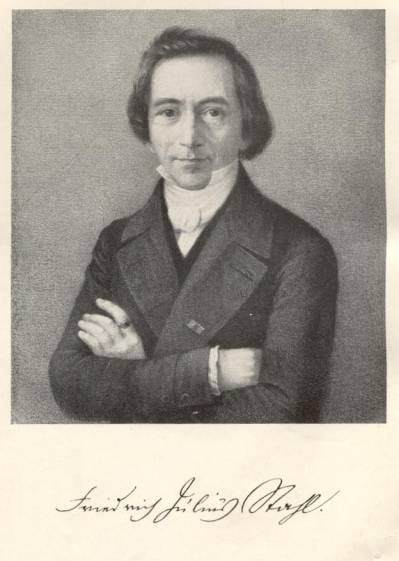
Ф. Ю. Шталь в 1840 году

По окончании обучения Шталь был профессором в Эрлангене, затем в родном городе, а с 1840 года преподавал в Берлинском университете. 
Шталь был убеждённым монархистом и первая же его большая работа: «Ueber das ältere römische Klagenrecht», изданная в Мюнхене в 1827 году, сразу обратила на него внимание как на глубокого знатока права, тонкого диалектика и превосходного стилиста. Еще большую известность принесла ему книга «Philosophie des Rechts» (Гейдельберг, 1830—37; 5-е изд., Тюбинген, 1878). Содержание книги у́же, чем её заглавие; это почти исключительно история и догма учения о государстве, а не права вообще. Книга эта имела значение как наиболее крупная попытка создать научно-философское обоснование феодально-консервативных стремлений эпохи, наступившей после Венского конгресса. Шталь оригинально сочетал в ней пиетистический консерватизм с еврейским теократизмом. Он отправляется от «личности Бога, как принципа мира», и выводит из неё всю сферу как религии и нравственности, так и права и политики; мироправление Божье в человеческом роде осуществляется посредством человеческих учреждений, источник и основание которых лежит в воле Верховного Существа; действующий в этих учреждениях порядок — есть право. Отсюда следует, что для сохранения и развития права необходим авторитет, который стоял бы выше людей и был бы посредником между ними и Божеством. Такой авторитет принадлежит монарху, управляющему милостью Божьей. «Не только государство вообще есть божеское повеление, но государственное устройство и определенные лица, составляющие правительство, имеют божескую санкцию». Из божественного полномочия монархической власти Шталь не выводит, однако, ее совершенной неограниченности; закон представляет грань, за которую монарх переходить не должен, но в «пределах закона власть его должна быть свободной; где не закон предписывает, а решают люди, там должен повелевать монарх». В виде «органа представительства и содействия» при нем должны состоять представители сословий, на которые расчленяется государство; но это представительство не должно стеснять власти, полученной по божественному уполномочию. Государство должно быть нравственным и религиозным; следовательно, церковь должна находиться в строгом и точном соответствии с государством. Все это здание сущего и долженствующего быть выводится Шталем дедуктивным путем из анализа «личности Бога, как принципа мира», и кое-где подтверждается ссылками на Священное Писание; но в сущности оно целиком получено из окружающей действительности. Шталь только облек в форму логических выводов политические идеалы и стремления тогдашних правящих сфер; именно эта сторона его книги, в связи с блестящим изложением, глубиной юридических и философских знаний и тонкостью аргументации, содействовала громкому успеху книги. 

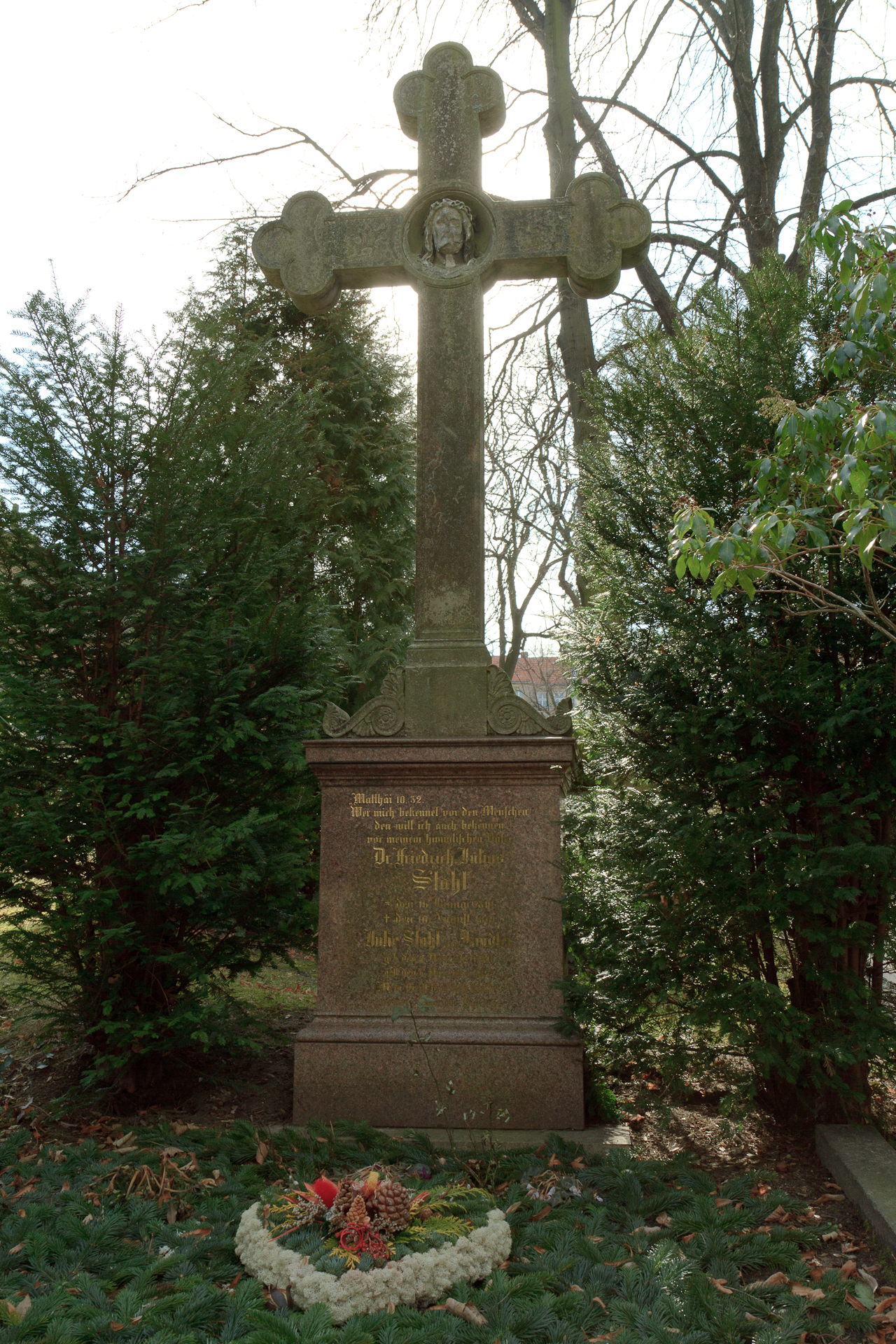
Могила Ф. Ю. Шталя

«Autorität, nicht Majorität» — этот принцип, именно так сформулированный Шталем, был в высшей степени симпатичен и прусскому королю Фридриху-Вильгельму IV, и придворной аристократии. Поэтому «Philosophie des Rechts» проложила Шталю дорогу в Берлинский университет, и в аристократические сферы, охотно простившие ему его еврейское происхождение, и в первую палату (палату господ) прусского ландтага, пожизненным членом которой он назначен в 1849 году, и в верховный церковный совет евангелической церкви, членом которого он был с 1852 года. В 1858 году, когда было учреждено регентство принца прусского и пало реакционное министерство Отто Теодора Мантейфеля, Шталь вынужден был отказаться от последней должности.  
В палате господ Шталь до самой смерти был главой феодально-консервативной партии; он выступал с речами по самым разнообразным вопросам; так, он защищал отмену конституции 1848 года, боролся против отделения церкви от государства, против лаицизации школы, против разрешения на разводы, отстаивал двухпалатную систему и палату господ в частности. 
После «Философии права» появились в свет следующие сочинения Фридриха Юлиуса Шталя: «Die Kirchenverfassung nach Lehre und Recht der Protestanten» (Эрланген, 1840; 2-е изд., 1862); «Das monarchische Prinzip» (Гейдельберг, 1845; эта брошюра в своих существенных чертах включена в 3-е и последующие издания «Философии права»); «Der christliche Staat» (Берлин, 1847; 2 изд., 1858); «Die Revolution und die Konstitutionelle Monarchie» (Берлин, 1848; 2 изд., 1849); «Was ist Revolution» (Берлин, 1852; 3 изд., 1853); «Der Protestantismus als politisches Prinzip» (Берлин, 1853; 3 изд., 1854). 
Фридрих Юлиус Шталь умер 10 августа 1861 года в городе Бад-Брюккенау.
После смерти Шталя вышел в свет сборник избранных его речей: «Siebzehn parlamentarische Reden und drei Vorträge» (Берлин, 1862), а также «Die gegenwärtigen Parteien in Staat und Kirche» (1862; 2 изд., 1868). Последнее сочинение является как бы завершением труда Шталя по философии права. Все существующие партии сводятся здесь к двум группам, сообразно с их отношением к принципам революции и легитимности; либерализм признается исчадием революции, равно как и социализм.